# Topographia Christiana

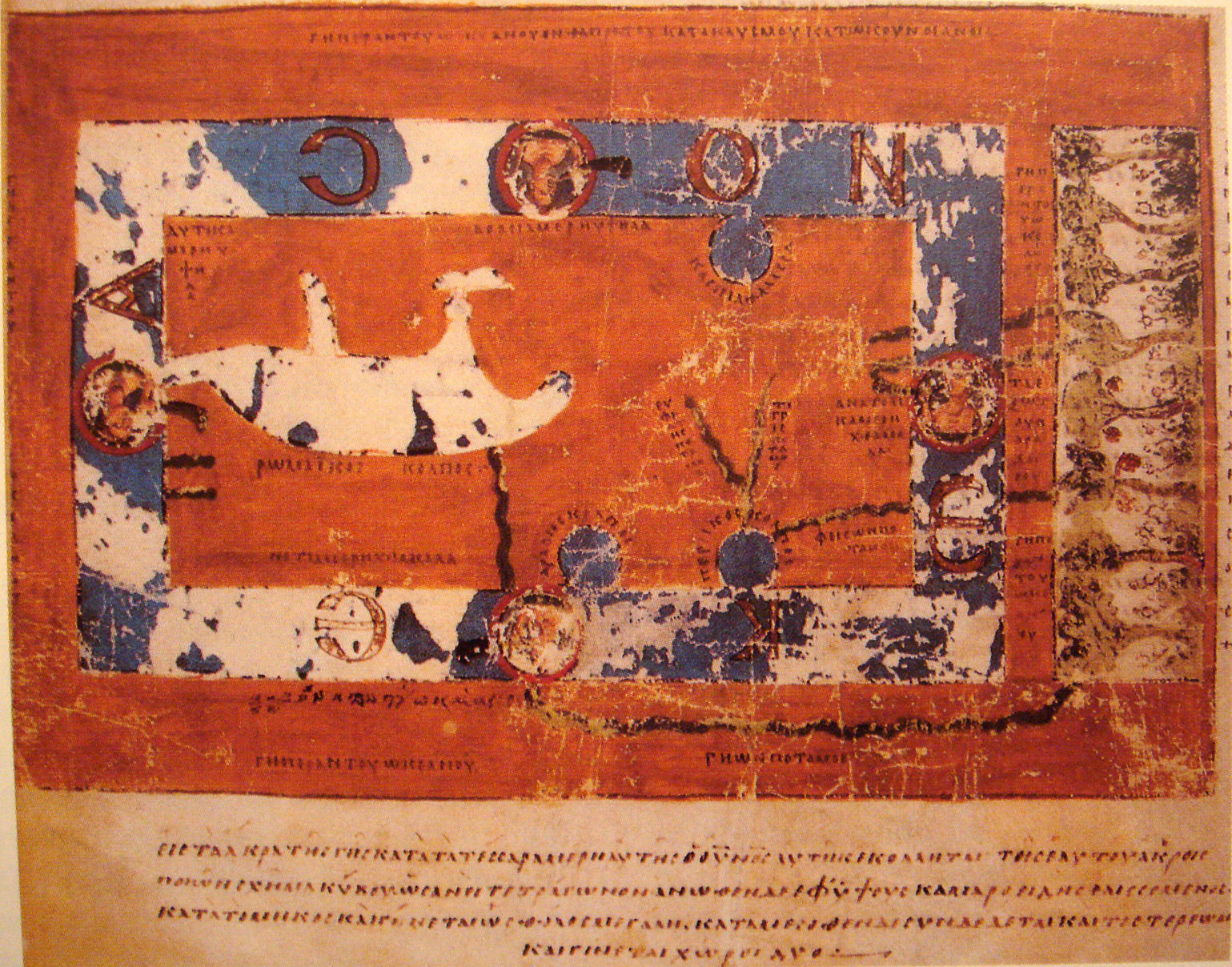
Mapamundi antiguo de la Topographia Christiana, por Cosmas Indicopleustes.

Topographia Christiana (en griego antiguo: Χριστιανικὴ Τοπογραφία) es una obra del siglo VI, uno de los primeros ensayos en geografía científica escritos por un autor cristiano. Originalmente constaba de cinco libros escritos por Cosmas Indicopleustes y se expandió a diez y, finalmente, a doce libros alrededor del año 550 d. C.

## Cosmología
Cosmas Indicopleustes, autor de la Topographia, propuso la idea de que el mundo es plano. Originalmente escrito en griego con ilustraciones y mapas, su visión acerca de la tierra plana puede haber sido influenciada por algunos contemporáneos judíos y orientales. Si bien la mayoría de los cristianos de la misma época sostenían que la Tierra era una esfera, la obra avanza en la idea de que el mundo es plano y que los cielos tienen la forma de una caja con tapa curva, y ataca especialmente la idea de que los cielos eran esféricos y en movimiento, ahora conocido como el modelo geocéntrico del universo. El autor cita pasajes de las Escrituras que interpreta originalmente para respaldar su tesis e intenta defender la idea de una tierra esférica estigmatizándola como pagana. Una de las primeras referencias que se conservan de la obra es la del Patriarca Focio I de Constantinopla en el siglo IX d. C., quien condenó el estilo y la sintaxis del texto, así como la honestidad del autor. Los autores más recientes tienden a estar de acuerdo con Focio en los puntos estilísticos, pero encuentran al autor generalmente confiable para referencias geográficas e históricas. Edward Gibbon, por ejemplo, dijo que «el sinsentido del monje se mezcló, sin embargo, con el conocimiento práctico del viajero» y lo utilizó al escribir la Historia de la decadencia y caída del Imperio romano.

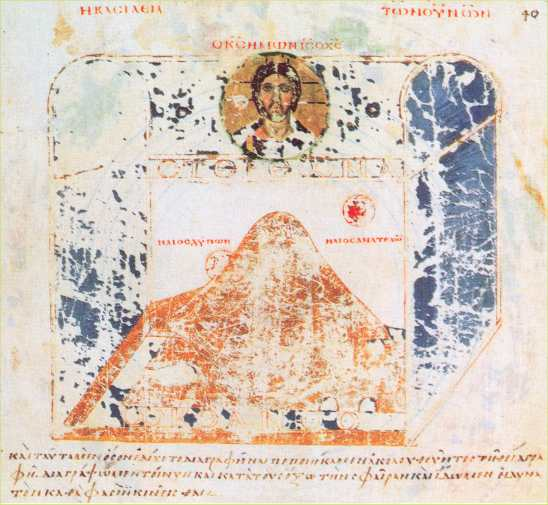
El mundo según el libro es un paralelogramo.

## Geografía
Además de los elementos cosmológicos del libro, Topographia Christiana proporciona información sobre el conocimiento geográfico de Bizancio, también es la única obra griega con texto e ilustraciones que sobreviven desde el siglo VI. «Indicopleustes» significa «El que ha navegado a la India». Si bien se sabe por literatura clásica que hubo comercio entre el Imperio romano y la India, Cosmas fue una de las personas que realmente hizo el viaje. De hecho, aprendemos de su libro que había viajado por gran parte de la costa del mar Rojo y hasta la actual Sri Lanka. Describió y bosquejó algo de lo que vio en su Topographia. Algunos de estos bosquejos se han copiado en los manuscritos existentes.
Cuando no expone su cosmología, Cosmas demuestra ser una guía interesante y confiable, proporcionando una ventana a un mundo que desde entonces ha desaparecido. Estaba en Etiopía cuando el rey de Axum estaba preparando una expedición militar 522 o 525 d. C. para atacar a los judíos árabes en Yemen. Registró inscripciones ahora desaparecidas como el Monumentum Adulitanum (que atribuyó erróneamente a Ptolomeo III).

## Manuscritos
Se sabe que existen tres manuscritos casi completos. El más antiguo y el mejor es del siglo IX y se encuentra en la Biblioteca Vaticana. Este texto contiene solo diez libros. Dos manuscritos del siglo XI estrechamente relacionados, uno del monasterio de Santa Catalina y el otro probablemente originario del monasterio de Iviron del Monte Athos, contienen doce libros y comentan sobre los profetas en el mismo orden que Teodoro de Mopsuestia prefirió en lugar del orden de la Septuaginta. como en la copia de la Biblioteca Vaticana. Los libros undécimo y duodécimo pueden haber sido originalmente parte de otras obras del mismo autor. Partes del libro cinco aparecen con mayor frecuencia como un comentario marginal sobre los salmos, y es el nombre que se le da al autor en estos comentarios el que se usa ahora. 

## Influencia
David C. Lindberg afirma: «Cosmas no fue particularmente influyente en Bizancio, pero es importante para nosotros porque se ha utilizado comúnmente para respaldar la afirmación de que todos (o la mayoría) de las personas de la edad media creían que vivían en una tierra plana. Esta afirmación ... es totalmente falsa. Cosmas es, de hecho, el único europeo medieval conocido que ha defendido una cosmología de la tierra plana, mientras que es seguro asumir que todos los europeos occidentales educados (y casi el cien por cien de los bizantinos educados), así como los marineros y viajeros, creían en la esfericidad de la tierra».